# Flamant de James
Phoenicoparrus jamesi
Pour les articles homonymes, voir James.
Espèce
Synonymes
- Phoenicopterus jamesi

Statut de conservation UICN

 NT  : Quasi menacé
Statut CITES
Le Flamant de James (Phoenicoparrus jamesi) est une espèce d'oiseaux de la famille des Phoenicopteridae. Il vit en Amérique du Sud, il est apparenté au Flamant du Chili et au Flamant des Andes.

## Description
Le flamant de James est de petite taille, à l’allure délicate. Son plumage est rose pâle, avec des stries carmin vif autour du cou et sur le dos. L’œil est entouré d’une zone de peau nue rouge vif. Ses pattes sont rouge brique et le bec est jaune vif à pointe noire. Les immatures sont grisâtres.
Le flamant de James ressemble aux autres flamants sud-américains, mais le flamant du Chili est plus rose, avec un bec plus clair et plus long, et le flamant des Andes est plus grand avec davantage de noir dans les ailes et au bec, et des pattes jaunes.
| - Illustration by J. G. Keulemans (1886). - Rituel nuptial de Phoenicoparrus jamesi. |

## Habitat
Son aire s'étend à travers l'Altiplano.

## Nom
L'espèce est dédiée à Henry Berkeley James (1846-1892), homme d'affaires britannique qui découvre l'espèce au Chili.